# Euthalia fumosa
Euthalia fumosa är en fjärilsart som beskrevs av Hans Fruhstorfer 1899. Euthalia fumosa ingår i släktet Euthalia och familjen praktfjärilar. Inga underarter finns listade i Catalogue of Life.